# Horace Rumbold, 9. Baronet

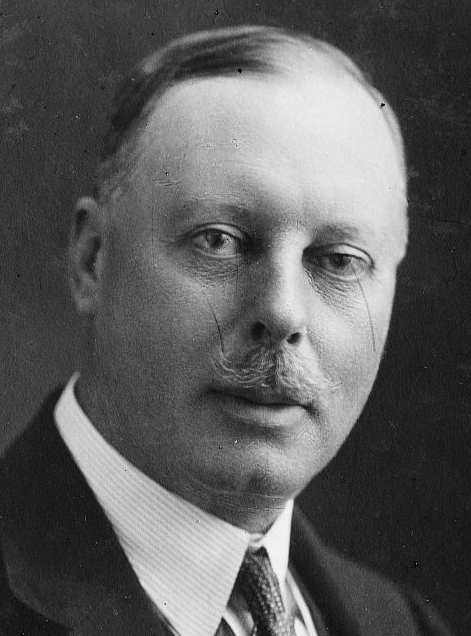
Horace Rumbold

Sir Horace George Montagu Rumbold, 9. Baronet GCB, GCMG, KCVO, PC (* 5. Februar 1869 in Sankt Petersburg; † 24. Mai 1941) war ein britischer Diplomat. Rumbold bekleidete unter anderem von 1928 bis 1933 das Amt des britischen Botschafters in Berlin.

## Leben und Arbeit
Rumbold wurde 1869 als ältester Sohn des Horace Rumbold, 8. Baronet, geboren. Beim Tod seines Vaters erbte er 1913 dessen Adelstitel als Baronet, of Woodhall in the County of Hertford. Nach dem Besuch der englischen Eliteschule Eton College trat Rumbold in den britischen diplomatischen Dienst ein.
1889 übernahm Rumbold, ein sprachgewandter Mann, der neben seiner Muttersprache auch Arabisch, Japanisch und Deutsch sprach, den Posten des britischen Botschaftsattachés in Den Haag, den er bis 1890 innehatte. Danach übernahm er Posten in Kairo, Teheran, Wien und München. Von 1909 bis 1913 war er in Tokio und von 1913 bis 1914, bis zum Ausbruch des Ersten Weltkrieges, in Berlin tätig. Von 1916 bis 1919 war er Gesandter in Bern. 1919 war er Gesandter in Warschau im neu entstandenen Polen.
Von 1920 bis 1924 war Rumbold als britischer Hochkommissar in Konstantinopel, während dieser Zeit unterzeichnete er den Vertrag von Lausanne als Vertreter des britischen Empires. Nach einem Botschafterposten in Madrid (1924–1928) übernahm er 1928 das Amt des britischen Botschafters beim Deutschen Reich.

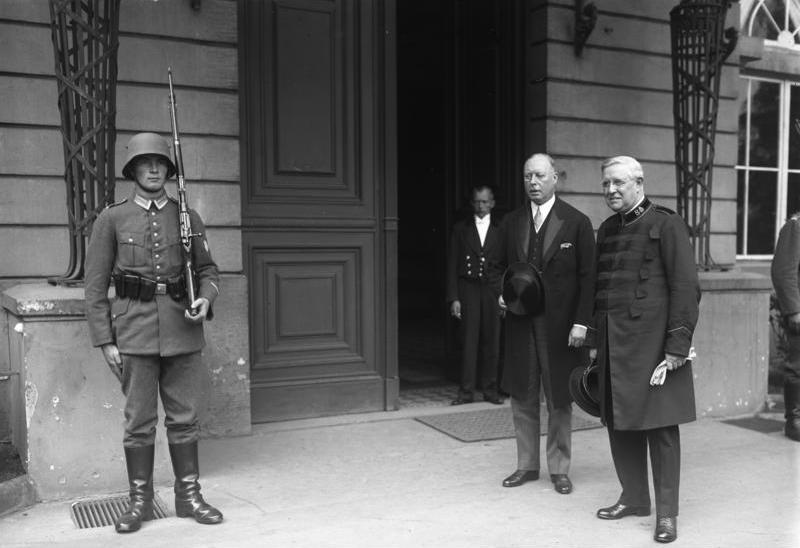
Horace Rumbold (2. von rechts) nach einem Besuch beim Reichspräsidenten Hindenburg, 1932

In den frühen 1930er Jahren befürwortete er eine Appeasement-Politik Großbritanniens gegenüber der relativ gemäßigten Regierung des Reichskanzlers Heinrich Brüning (Zentrumspartei) in der Hoffnung, so ein Abdriften des Reiches in den völkischen Nationalismus verhindern zu können. Aus dieser Zeit finden sich zahlreiche Charakterisierungen der deutschen politischen Verhältnisse und Protagonisten. So kennzeichnete Rumbold etwa den deutschen Kanzler Franz von Papen als einen Mann, der nicht nur jedes Hindernis ohne Überlegen im Galopp in Angriff nehme, sondern in seiner unbedachten Art sogar Umwege reiten würde, um neue Hindernisse zu finden.
Nach der Ernennung Hitlers zum Reichskanzler sandte Rumbold einige Depeschen nach London, die vor der Maßlosigkeit des neuen Regimes und seiner Führer warnten. So schrieb er etwa in einem Bericht: „… it would be misleading to base any hopes on a return to sanity … [the German government is encouraging an attitude of mind] … which can only end in one way … I have the impression that the persons directing the policy of the Hitler government are not normal.“ Er forderte in seinen Berichten die eigene Regierung auf, sich mit Hitlers Mein Kampf zu befassen, um die geplante Politik der Expansion einschätzen zu können.
Nachdem Rumbold im Juni 1933 in den Ruhestand versetzt wurde, durchlebte er eine achtjährige Pensionärszeit. Im SeSiSo-Club, einem kulturellen Gesprächszirkel, unterhielt er weiterhin Kontakte zu gemäßigten Persönlichkeiten des öffentlichen Lebens. Rumbold verstarb 1941. Zu diesem Zeitpunkt galt er in Teilen der britischen Politik als einer der klarsichtigsten Kenner des und Warner vor dem nationalsozialistischen Regime.

## Veröffentlichung
- The War Crisis in Berlin: July to August 1914. London 1944.